# Delfinek
Delfinek (Stenella) – rodzaj wodnych ssaków z podrodziny Delphininae w obrębie rodziny delfinowatych (Delphinidae).

## Rozmieszczenie geograficzne
Rodzaj obejmuje gatunki występujące we wszystkich oceanach świata.

## Morfologia
Długość ciała dorosłych osobników 138–280 cm, noworodków 50–120 cm; masa ciała dorosłych osobników 63–156 kg, noworodków 5–15 kg.

## Systematyka
Rodzaj zdefiniował w 1866 roku angielski zoolog John Edward Gray w artykule zatytułowanym Uwagi dotyczące czaszek delfinów lub butlonosów z Muzeum Brytyjskiego, opublikowanym w czasopiśmie „Proceedings of the Zoological Society of London”. Gatunkiem typowym jest (oznaczenie monotypowe) delfinek wysmukły (S. attenuata). Wcześniejsza nazwa – Clymene – którą opublikował w 1864 roku również Gray, okazała się młodszym homonimem rodzaju wieloszczetów opisanego w 1807 roku.

### Etymologia
- Clymene (Clymenia): w mitologii greckiej Klimene (gr. Κλυμενη Klymenē, łac. Clymene) była jedna z okeanid, córką Okeanosa i Tetydy[12]. Gatunek typowy (oznaczenie monotypowe): Delphinus euphrosyne J.E. Gray, 1846 (= Delphinus coeruleo-albus Meyen, 1833).
- Stenella: rodzaj Steno J.E. Gray, 1846 (steno); łac. przyrostek zdrabniający -ella[13].
- Euphrosyne: w mitologii greckiej Eufrozyna (gr. Ευφροσυνη Euphrosunē) była jedną z trzech Charyt, która przewodniczyła urokowi i blaskowi życia[14]. Gatunek typowy (absolutna tautonimia): Delphinus euphrosyne J.E. Gray, 1846 (= Delphinus coeruleo-albus Meyen, 1833).
- Micropia: epitet gatunkowy Delphinus microps J.E. Gray, 1846; gr. μικρος mikros ‘mały’; ωψ ōps, ωπος ōpos ‘wygląd, oblicze’[15]. Gatunek typowy (oznaczenie monotypowe): Delphinus stenorhynchus J.E. Gray, 1866 (= Delphinus longirostris J.E. Gray, 1828).
- Prodelphinus: łac. pro ‘przed’; rodzaj Delphinus Linnaeus, 1758[16].
- Fretidelphis: łac. fretum, freti ‘cieśnina’[17]; gr. δελφις delphis, δελφινος delphinos ‘delfin’[18]. Gatunek typowy (oryginalne oznaczenie): Delphinus roseiventris J.A. Wagner, 1846 (= Delphinus longirostris J.E. Gray, 1828).

### Podział systematyczny
Stenella jest parafiletyczna w stosunku do Delphinus, Tursiops i Lagenodelphis, co sugeruje konieczność dokładnej analizy tego kladu. Do rodzaju należą następujące występujące współcześnie gatunki:
| Grafika | Gatunek               | Autor i rok opisu | Nazwa zwyczajowa      | Podgatunki         | Rozmieszczenie geograficzne | Podstawowe wymiary            | Status IUCN |
| ------- | --------------------- | ----------------- | --------------------- | ------------------ | --- | ----------------------------- | ----------- |
|         | Stenella frontalis    | (G. Cuvier, 1829) | delfinek plamisty     | gatunek monotypowy | tropikalne i umiarkowane wody przybrzeżne i oceaniczne Oceanu Spokojnego (od około 50° szerokości geograficznej północnej do około 25° szerokości geograficznej południowej)                                                                            | DC: 190–230 cm MC: 110–143 kg | LC          |
|         | Stenella attenuata    | (J.E. Gray, 1846) | delfinek wysmukły     | 2 podgatunki       | pantropikalny we wszystkich oceanach i pół-zamkniętych morzach (od około 40° szerokości geograficznej północnej do około 40° szerokości geograficznej południowej), z wyłączeniem Morza Śródziemnego                                                    | DC: 160–260 cm MC: do 119 kg  | LC          |
|         | Stenella coeruleoalba | (Meyen, 1833)     | delfinek pręgoboki    | gatunek monotypowy | tropikalne do ciepłych wód umiarkowanych (od około 50° szerokości geograficznej północnej do 40° szerokości geograficznej południowej) w Oceanie Indyjskim, Spokojnym i Atlantyckim oraz morzach; zabłąkane osobniki w Morzu Czerwony i Zatoki Perskiej | DC: 216–255 cm MC: 130–156 kg | LC          |
|         | Stenella clymene      | (J.E. Gray, 1850) | delfinek nadobny      | gatunek monotypowy | tropikalne i subtropikalne wody Oceanu Atlantyckiego, w tym Karaiby i Zatoka Meksykańska | DC: do 197 cm MC: do 90 kg    | LC          |
|         | Stenella longirostris | (J.E. Gray, 1828) | delfinek długoszczęki | 4 podgatunki       | wody tropikalne w Oceanie Atlantyckim, Indyjskim i Spokojnym | DC: 129–280 cm MC: do 80 kg   | LC          |

Kategorie IUCN:  LC  – gatunek najmniejszej troski.
Opisano również neogeński gatunek wymarły:
- Stenella rayi Whitmore & Kaltenbach, 2008